# Марковский сельсовет (Минская область)
Марковский сельсовет (бел. Ма́ркаўскі сельсавет) — административная единица на территории Молодечненского района Минской области Беларуси. Административный центр — агрогородок Марково.

## История
Образован 12 октября 1940 года в составе Молодечненского района Вилейской области БССР. С 20 сентября 1944 года в составе Молодечненской области. 11 сентября 1959 года к сельсовету присоединена территория упраздненного Беницкого сельсовета. С 20 января 1960 года в составе Минской области. 
В 1974 году упразднены деревни Нелидки и Юзефполье. 

## Состав
Марковский сельсовет включает 16 населённых пунктов:
- Васюковщина — деревня.
- Гаевцы — деревня.
- Горки — деревня.
- Громовичи — деревня.
- Долгий Лог — деревня.
- Клочково — деревня.
- Ковальцы — деревня.
- Кучки — деревня.
- Ленковщина — деревня.
- Марково — агрогородок.
- Румянцево — деревня.
- Сковородки — деревня.
- Талуи — деревня.
- Трепалово — деревня.
- Трески — деревня.
- Юховичи — деревня.

## Население
Население сельсовета по переписи 2009 года — 1178 человек, из них 97,3 % — белорусы, 1,2 % — русские; по переписи 2019 года — 948 человек.